# Fuerte del Rey
Fuerte del Rey è un comune spagnolo di 1 215 abitanti situato nella comunità autonoma dell'Andalusia.